# Tipula (Vestiplex) coronifera
Tipula (Vestiplex) coronifera is een tweevleugelige uit de familie langpootmuggen (Tipulidae). De soort komt voor in het Palearctisch gebied.